# Одум (Џорџија)
Одум (енгл. Odum) град је у америчкој савезној држави Џорџија. По попису становништва из 2010. у њему је живело 504 становника.

## Демографија
Према попису становништва из 2010. у граду је живело 504 становника, што је 90 (21,7%) становника више него 2000. године.
| Група             | 2000.       | 2010.       |
| Белци             | 345 (83,3%) | 433 (85,9%) |
| Афроамериканци    | 56 (13,5%)  | 44 (8,7%)   |
| Азијати           | 1 (0,2%)    | 8 (1,6%)    |
| Хиспаноамериканци | 8 (1,9%)    | 8 (1,6%)    |
| Укупно            | 414         | 504         |